# Lutz Heilmann
Lutz Eberhard Heilmann (Zittau, 1966. szeptember 7.) baloldali német politikus, az egykori Stasi munkatársa. 2005 és 2009 között német parlamenti képviselő volt a Baloldali Párt színeiben.

## Életpályája
Heilmann az NDK-beli Zittauban született. 1985-ben sikeres érettségi vizsgát tett. Az érettségi után előbb 18 hónapos kötelező, majd újabb másfél éves önkéntes sorkatonai szolgálatot teljesített. A meghosszabbított szolgálatát az Állambiztonsági Minisztériumnál (Stasi) töltötte. Később a minisztérium főállású munkatársa lett, ahol személyi védelmi feladatokat teljesített. 1990 januárjában, a minisztérium megszüntetésekor elbocsátották a Stasi-szolgálatból, Heilmann később úgy emlékezett vissza, hogy már 1989-ben beadta leszerelési kérelmét. 1991-ben a Zittaui Műszaki Főiskolán kezdett tanulmányokba, ám ezeket hamarosan félbehagyta. Egy év múlva a Berlini Szabad Egyetemen jogászhallgatója, 1997-től a kieli egyetemen folytatta tanulmányait. 2004-ben sikeres jogi szakvizsgát tett. A lübecki bíróságon helyezkedett el jogi referensként, ám a Bundestagba történt 2005-ös megválasztása után távozott e munkahelyről. Megválasztása után a Der Spiegel című újság hívta fel a figyelmet Heilmann addig elhallgatott Stasi-múltjára.

## Közéleti szerepvállalása
1986-ban lépett be az NDK-ban vezető szerepet játszó NSZEP-be. 1989-ben a párt átalakulása után annak utódszervezetében, a PDS-ben is tevékenykedett, a zittaui pártszervezet ügyvivőjeként dolgozott. 1992-ben kilépett a pártból. 2000-ben újból szerepet vállalt a PDS-ben, ahol az északnyugat-mecklenburgi körzeti szervezet vezetőségének tagja lett. A 2005-ös országos választásokon listás helyen jutott a Bundestagba. Heilmann 2006 óta vállalja homoszexualitását. 2007-ben megalapította a melegek tartományi munkacsoportját, több tartományi melegrendezvény szervezésében vett részt.
A Bundestagban fő tevékenysége a környezetvédelemre irányuló közlekedéspolitika. Az LKW-Maut nevű gépjárműadó emelése érdekében, illetve az új autókra kivetett adók csökkentése ellen is felszólalt. 2009-ben nem választották újra.

## Jogi lépések a német Wikipédia és szerkesztői ellen

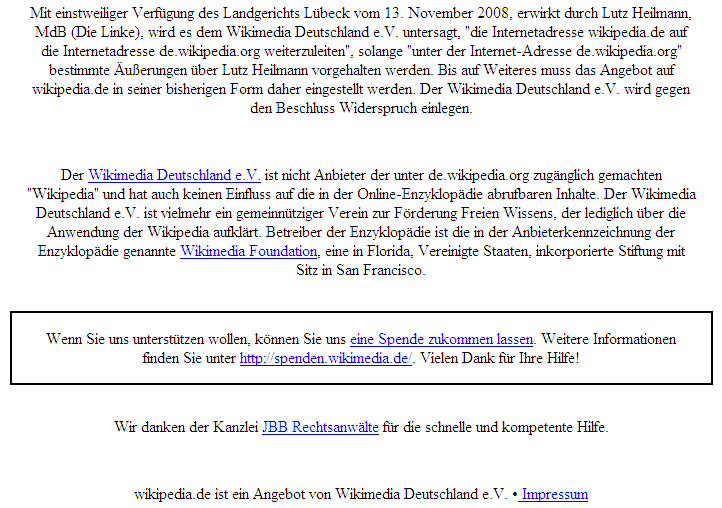
A www.wikipedia.de honlap 2008. november 16-án

Heilman hosszú ideje vitában áll a német Wikipédiával, mert az – az amúgy önéletrajzban is szereplő – Stasi múltját, illetve be nem fejezett jogi tanulmányait tartalmazta. Sérelmezte továbbá pornóiparral való kapcsolatbahozatalát, illetve, hogy nem regisztrált felhasználók Bundestag-os IP-címekről szerkesztették adatlapját.
2008. november 16-án a lübecki kerületi bíróság rendelettel tiltotta be a Wikimedia Deutschland Egyesület által működtetett átirányító oldalt mindaddig, amíg Lutz Heilmann parlamenti képviselőről bizonyos állítások szerepelnek a róla szóló Wikipédia-szócikkben. A Wikimedia közölte, hogy fellebbezést nyújt be az ügyben, de a kezdőlap addig is elérhetetlen marad. Az egyesület ügyvédje szerint mindez négy hétig is eltarthat.
A német wikipedia hamarosan újra elérhető volt, Heilmann lapján történt javítások után.
Később Heilmann nyilvánosan bocsánatot kért a német Wikipedia elleni támadása miatt. "Nem gondoltam végig és nem számoltam a következményekkel" - mondta. A német wikipediát működtető Wikimedia Germany jelentette, hogy a blokkolás napján, szombaton rekordmértékű pénzbeli támogatást kaptak (€16.000), szemben az átlagos napi €3000-rel.

## Fordítás
- Ez a szócikk részben vagy egészben  a   Lutz Heilmann című német Wikipédia-szócikk ezen változatának fordításán alapul.  Az eredeti cikk szerkesztőit annak laptörténete sorolja fel. Ez a jelzés csupán a megfogalmazás eredetét és a szerzői jogokat jelzi, nem szolgál a cikkben szereplő információk forrásmegjelöléseként.